# Benny Shanon
Benny Shanon (hebraico: בני שנון; nascido em 1948) é professor emérito de psicologia na Universidade Hebraica de Jerusalém e detém a cadeira Mandel em psicologia cognitiva e educação. Nascido em Tel Aviv, Shanon estudou filosofia e linguística na Universidade de Tel Aviv e obteve seu doutorado em psicologia experimental na Universidade de Stanford. Ele é mais conhecido pela hipótese bíblica do enteógeno, a ideia de que o uso de drogas alucinógenas influenciou a religião.

## Trabalhos
Shanon é o autor do livro de 2002 Antipodes of the Mind: Charting the Phenomenology of the Ayahuasca Experience, publicado pela Oxford University Press. Neste trabalho, Shanon fornece uma cartografia aproximada das visões e efeitos não visuais que a ayahuasca pode induzir. Ele escreve que havia consumido a ayahuasca várias vezes e reuniu um conjunto de dados empíricos da literatura publicada, entrevistas estruturadas e não estruturadas que ele conduziu e sua experiência pessoal. No total, o corpus compreende cerca de 2.500 experiências de ayahuasca.

## Hipótese Bíblica dos Enteógenos
A controversa teoria de Shanon de que o patriarca Moisés estava sob a influência de alucinógenos quando recebeu a lei é chamada de hipótese bíblica do enteógeno. Seu artigo, Biblical Entheogens: a Speculative Hypothesis detalha paralelos entre os efeitos induzidos pela bebida psicodélica ayahuasca e o relato bíblico da vida de Moisés. Em particular, ele chama a atenção para cinco episódios específicos da vida de Moisés, que ele acredita exibirem padrões muito semelhantes à experiência encontrada por aqueles sob a influência da ayahuasca:
- A visão de Moisés da sarça ardente
- Quando bastões pertencentes ao irmão de Moisés, Arão, e aos feiticeiros do Faraó, são transformados em serpentes.
- A teofania no monte Sinai, quando Moisés recebe os Dez Mandamentos.
- Êxodo 33: 12–23, quando Moisés pede para ver Deus, mas Deus diz a ele que cobrirá Moisés com a mão para que ele possa ver apenas as costas, não o rosto ", pois ninguém me verá e viverá. "
- A aparência brilhante do rosto de Moisés quando ele traz de volta os Dez Mandamentos em seu segundo retorno do Monte. (Êxodo 34:30.)

Encontrar o Divino, percepção alterada do tempo, sinestesia, medo da morte iminente e visões de fogo, serpentes, luz percebida como Deus e entidades cujos rostos não são visíveis, são experiências que Shanon descobriu ser comum após ingerir ayahuasca e a maioria é "especialmente sintomática" da ayahuasca. São essas experiências, entre outras, que Shanon se assemelha aos eventos acima da vida de Moisés. Ele também nota as semelhanças entre a purificação de três dias antes da revelação dos Dez Mandamentos e os contextos tradicionais do uso da ayahuasca; a aparência "brilhante" das pessoas depois de tomar ayahuasca com a aparência de Moisés depois de voltar pela segunda vez do Monte; bem como a capacidade de resposta da experiência da ayahuasca a certos traços de personalidade que Moisés possuía. Ele ainda corrobora sua hipótese com informações botânicas e etnobotânicas, considerações linguísticas, exegese de textos talmúdicos e místicos judaicos, além de dados sobre os efeitos de uma substância análoga à ayahuasca. Shannon afirma que sua hipótese é "admitidamente especulativa". Ele conclui dizendo:
Tomados em conjunto, os dados botânicos e antropológicos, por um lado, e as descrições bíblicas, bem como as hermenêuticas judaicas posteriores, por outro, são, proponho, sugestivas de uma conexão entogênica bíblica. É certo que a arma de fumar não está disponível para nós. No entanto, tantas pistas se apresentam que, como as peças de um quebra-cabeça, parecem se unir em um todo unificado intrigante. Deixo ao leitor que julgue.